# إنتاج زيت الزيتون

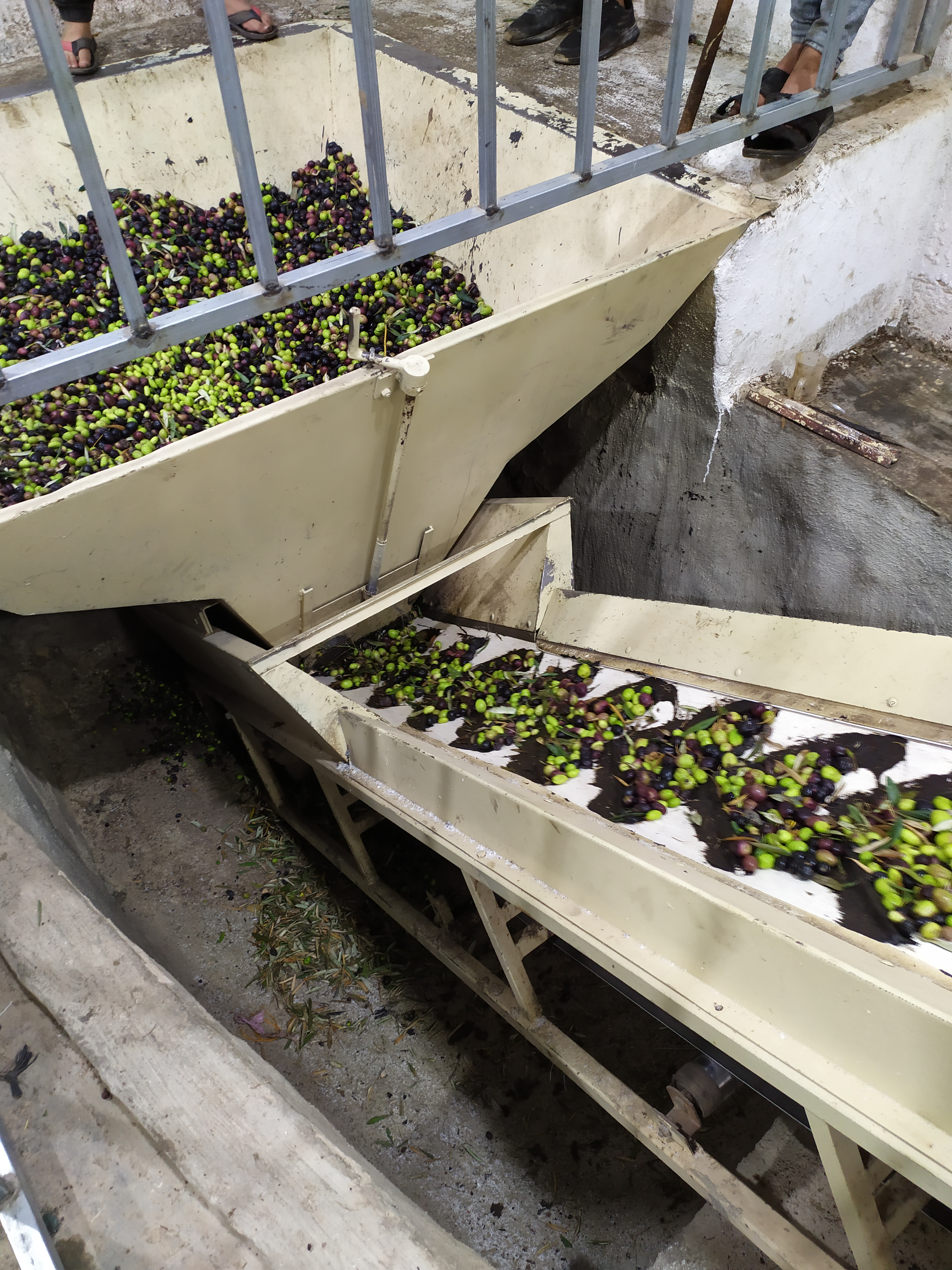
ثمار الزيتون في المعصرة من أجل الحصول على الزيت

تتم عملية إنتاج زيت الزيتون عن طريق عصر الزيتون بطرق مختلفة؛ ويجب اختيار الزيتون الذي يحتوى على نسبة مرتفعة من الزيت كى نقوم بعصره. وهناك طريقة لإنتاج زيت الزيتون تتم على البارد.
يتم إستخلاص الزيت من حبّات الزيتون ببساطة من خلال مرحلتين:
المرحلة الأولى: يجمع الزيتون ويفرز ويقسم إلى فئات تعتمد على حجم الحبّات وحالة النضج والجودة، يخزن لوقت بسيط وكافي حتى يصبح طريًا بما فيه الكفاية لاستخراج الزيت منه ومن ثم ينقل إلى المعصرة.

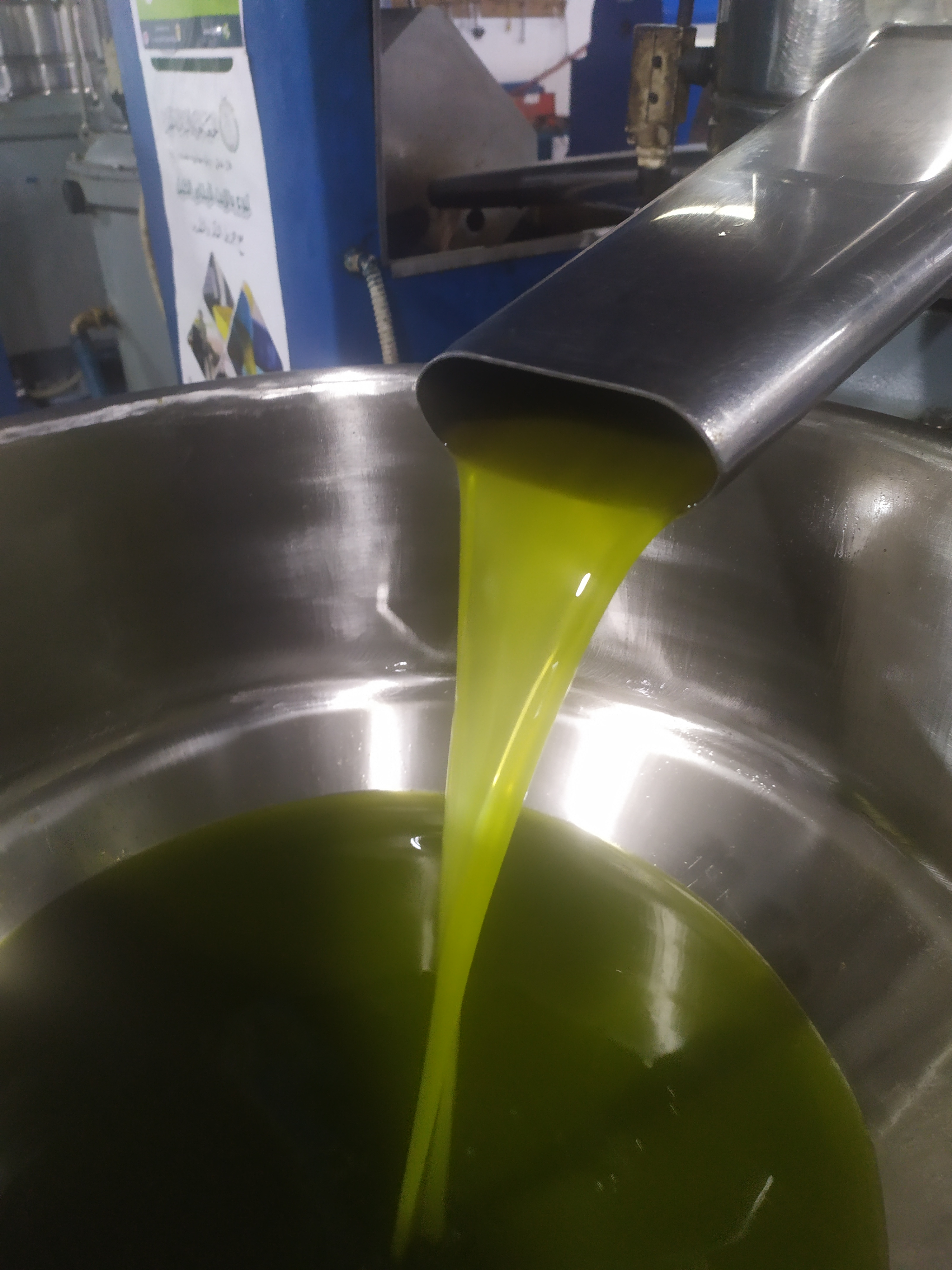
زيت زيتون فلسطيني

المرحلة التالية: تشمل طحن الزيتون والتخلص من جميع الأجزاء القاسية من الحبّات، بعد تحويله إلى عجين ينقل إلى مكبس هيدروليكي يقوم بالضغط على معجون الزيتون واستخلاص الزيت منه.

## وصلات خارجية
- إنتاج زيت الزيتون عالى الجودة